# Museum Van Loon
Museum Van Loon is een museum in een patriciërshuis aan de Keizersgracht 672 in Amsterdam dat sinds 1884 in bezit is van leden van het geslacht Van Loon en daaraan zijn naam ontleent.

## Het huis
Kort na de aanleg van de Keizersgracht werd het huis in 1671-1672, samen met nummer 674, gebouwd voor Jeremias van Raey, een Vlaamse koopman. Deze tweeling-huizen worden nu ook wel de Van Raey-huizen genoemd. Architect was Adriaan Dortsman. Deze had eerder de Ronde Lutherse Kerk en het Walenhuis (nu consulaat-generaal van Frankrijk en Maison Descartes) gebouwd, en de vestingstad Naarden. Op de gezamenlijke gevels staan vier Grieks/Romeinse goden: de godin van de oorlog Pallas Athena / Minerva, de god van de oorlog Ares / Mars, de god van het vuur Hephaistos / Vulcanus en de godin van de aarde Demeter / Ceres.
Van 1964-1973 werd het huis onder Monumentenzorg gerestaureerd en opengesteld voor het publiek. Maurits van Loon richtte in 1973 Museum Van Loon op. 
Een aantal keren per jaar zijn er tentoonstellingen met zowel hedendaagse als klassieke kunst. De tentoonstellingen hebben telkens een deel van de collectie, het huis of de geschiedenis van de familie Van Loon als vertrekpunt. Het museum kiest er daarbij ook voor om maatschappelijk relevante thema’s te behandelen, zoals blijkt uit tentoonstellingen als Suspended Histories (2013), een hedendaagse kunsttentoonstelling bouwend op het VOC-verleden van de familie Van Loon, Aan de Surinaamse grachten (2019), over de connectie tussen de familie Van Loon, de WIC en het plantagesysteem in de achttiende en negentiende eeuw, Wie zegt dat? (2023) waarin verhalen verteld werden over het koloniaal verleden en de doorwerking daarvan en Home and the World (2024) over het concept van de natiestaat en de gevolgen van de verspreiding van dit idee.

## De inboedel

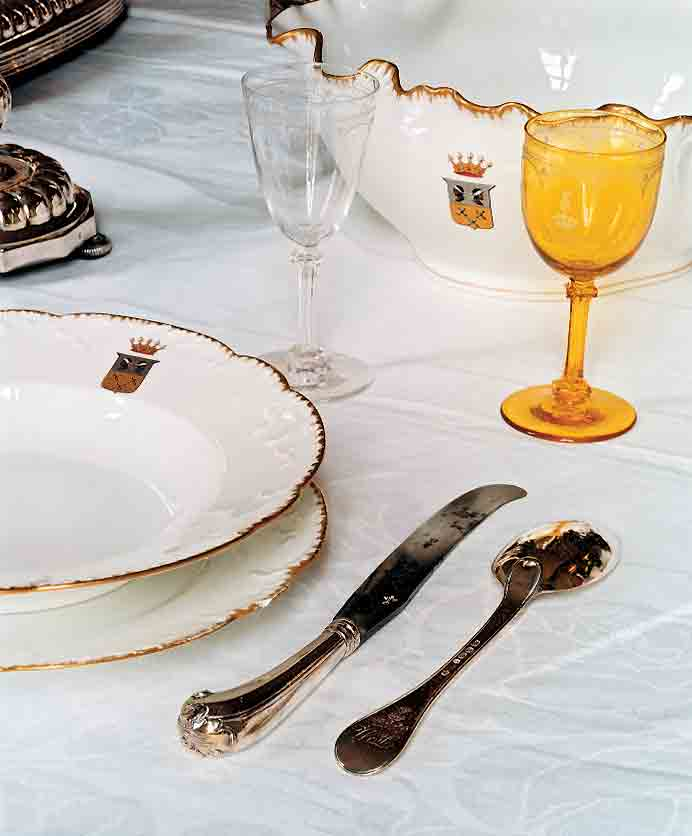
Limoges servies met familiewapen

In 1772 en 1776 zijn zeer gedetailleerde lijsten van de inboedel gemaakt.
- Er hangt een grote collectie familieportretten van de familie Van Loon, daterend uit de 17e-20e eeuw;
- Er zijn speciaal bedrukte behangsels, o.a. van Jurriaen Andriessen, afkomstig uit Kasteel Drakestein;
- Er zijn gesigneerde meubels;
- Er zijn kasten vol porselein: een Amstel-servies (de Loosdrechtse porseleinfabriek had net een doorstart gemaakt als Amstel, en beide signaturen staan op dit servies) en een Limoges-servies met familiewapen, speciaal voor de familie Van Loon gemaakt.

## Het koetshuis

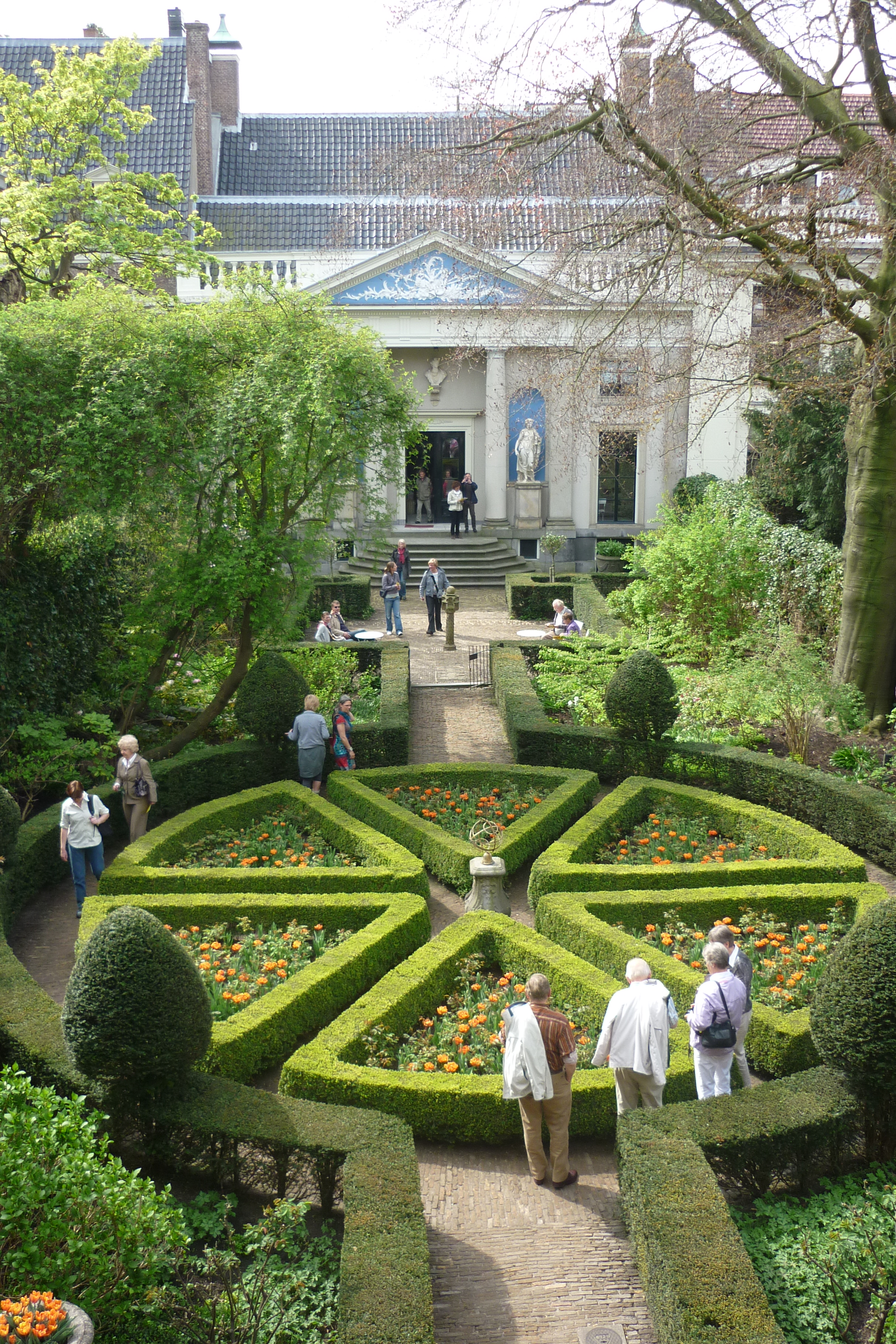
Open Tulpendagen 2010

In het begin van de 17e eeuw werd een begin gemaakt met het aanleggen van de grachtengordel van het IJ tot de Leidsegracht. In 1660 worden de grachten doorgetrokken tot de Amstel. De huizen die aan de buitenkant van de grachten werden gebouwd, kregen een koetshuis aan de Kerkstraat, die er achterlangs loopt. In 1920 had Jhr. Willem van Loon een auto en werd het koetshuis een garage.

De gevel aan de tuinzijde is in 1775 vernieuwd. Boven de deur is een buste van Apollo / Apollon, daarnaast staan zinken beelden van Flora / Chloris en Silenus, met Dionysos / Bacchus op de arm.

Het tuinhuis is een rijksmonument. De ramen op de eerste verdieping zijn onecht, men wilde immers niet dat het personeel naar de tuin kon kijken.
Het koetshuis was nog steeds bezit van de familie Van Loon, maar werd in 2009 door het museum gekocht, gerestaureerd en weer als koetshuis ingericht. Het werd in november 2011 geopend en is een trouwlocatie geworden.

## De tuin
Abraham van Hagen, die het huis in 1752 koopt, bouwt een tuinkamer aan de achterkant van het huis. Deze is boven een deel van de keuken, die al eerder is uitgebouwd. 

De tuin is door Angrid Tilanus in 1973 opnieuw ontworpen. Het tuinontwerp is geïnspireerd op een tekening van Jacobus Bosch uit 1679. In 1999 heeft Eugénie André de la Porte nog enkele aanpassingen aangebracht. In de tuin staat een rode beuk die in 1884 door de familie Van Loon geplant is.

#### Amsterdamse Tulpen Dagen
In 2010 organiseerde het museum i.s.m. tuinarchitecte Saskia Albrecht de eerste Amsterdamse Tulpen Dagen. Men kon achttien adressen bezoeken waar iets speciaals met tulpen was gedaan. Het Rijksmuseum had voor deze gelegenheid honderd Ayaantulpen geplant, bij restaurant Latulip werden lezingen over 'Tulpen en tulpenvazen in de 17de eeuw' gegeven. In de meeste tuinen waren speciale tulpen geplant.

## Bewoners van het huis

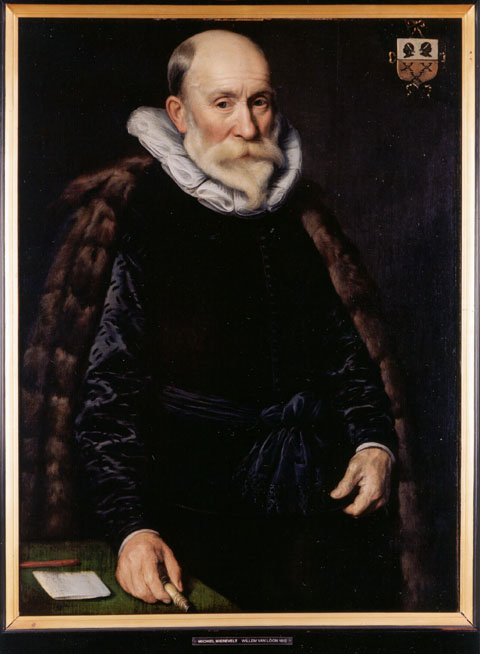
Willem Jansz van Loon (1537-1618)

Het is altijd de bedoeling van Jeremias van Raey geweest om zelf op nummer 674 te gaan wonen en nummer 672 te verhuren.

De eerste huurder van nummer 672 was de schilder Ferdinand Bol. Dat is bekend uit geschriften, omdat Bol naar de rechter gaat. Hij moet huur betalen voor een huis met stallen, maar die zijn er nog niet. 

Als Van Raey vijf jaar later failliet is, koopt Le Gillon het huis. Zijn dochter Geertruyd sterft daar, ongetrouwd.
In 1752 wordt het huis gekocht door Dr. Abraham van Hagen, die net getrouwd is met Catharina Trip. Zij wordt al gauw ziek en overlijdt in 1757. Abraham van Hagen is enig erfgenaam. Vanaf het moment dat zij er wonen totdat hij in 1771 sterft, wordt er aan het huis gerestaureerd en verbouwd. Uit hun tijd stamt de indrukwekkende koperen trapleuning, waarin hun initialen zijn verwerkt. Ook laten zij veel pleisterwerk restaureren door de Italiaan Carel Sartori.
Een van hun dochters huwt baron Van Pallandt, echter niet onder huwelijkse voorwaarden. Van haar erfenis koopt hij een landgoed in het buitenland. Keizersgracht 672 moet worden geveild. Hiervoor wordt er van de inboedel een zeer gedetailleerde beschrijving gemaakt die bewaard is gebleven.
In 1771 wordt de Duitser Hendrik Sander, die rijk is geworden in Indonesië, de nieuwe eigenaar. Hij verandert de grote slaapkamer aan de voorkant, waar figuren met achtmaal de letter S op de haard, op het plafond en boven de deur, voorkomen. Ook hangt er een dubbelportret van de grootouders van Louise Borski. Na zijn overlijden in 1776 ontstaat ruzie tussen zijn erfgenamen, twee zonen en een dochter die op haar 16e is getrouwd met Paulus Constantijn la Fargue. Er wordt weer een inventarislijst gemaakt. De jongste zoon gaat op Drakestein wonen en laat dit naar zijn smaak verbouwen. Ook geeft hij in 1780 Jurriaan Andriessen de opdracht de zaal op de eerste etage te voorzien van landschapsbehangsels. Deze schilderingen zijn in 1970 verworven door Jonkheer Maurits van Loon en sindsdien sieren zij de wanden van de Drakensteinkamer in het museum. Hendrik Sanders dochter en schoonzoon La Fargue gaan op 672 wonen. Twee jaar later gaan zij failliet en hebben zoveel schulden, dat La Fargue in de gevangenis belandt. Ze hebben inmiddels vijf kinderen.
In 1778 koopt Jan Trip het huis en de inboedel. Hij heeft een passie voor paarden, hetgeen hem ook in het gevang doet belanden. Zijn schoonvader Albertus Schuyt ontfermt zich over het huis.
Na nog een faillissementsschandaal koopt Hendrik van Loon, die getrouwd is met Louise (kleindochter van de weduwe Borski), in 1884 het huis voor zijn zoon Willem en zijn schoondochter, Thora Egidius.
De op een na laatste bewoner van de familie was Hendriks achterkleinzoon Maurits van Loon met zijn beide echtgenotes Ghislaine Jeanne Marie Vallois en na haar overlijden met Martine Labouchère. Op 22 september 1960 heeft hij de Stichting Van Loon opgericht om het huis te restaureren, de familiecollectie te bewaren en het pand open te stellen voor publiek. Hij overleed in 2006, waarmee het geslacht in mannelijke lijn uitstierf. Zijn dochter Philippa van Loon is hem opgevolgd als voorzitter van de stichting en woonde enige tijd boven het museum.

## Trivia
- Het museum stond in 2002 model voor het 83e Delfts blauwe huisje van de KLM.
- In 2012 organiseerden Framer Framed en Museum van Loon de conferentie 'Suspended Histories'[4], over het koloniale verleden van familie Van Loon en de manier waarop dat verleden ge(re)presenteerd wordt in het museum.